# 厄科与那耳喀索斯 (画作)
《厄科与那耳喀索斯》（英語：Echo and Narcissus）是约翰·威廉·沃特豪斯于1903年创作的一幅油画，描绘了奧維德《变形记》中厄科与那耳喀索斯（或称回声与水仙）神话中的场景。
约翰·威廉·沃特豪斯（1847—1917）是一位英国画家，其风格和主题一般被归类为前拉斐爾派。其200多幅作品涉及古典神话、历史及文学类型，且都拥有“致命女郎”共同主题。
该作品为布面油画，尺寸为109.2 cm × 189.2 cm（43.0英寸 × 74.5英寸），曾于1903年在皇家艺术研究院展出。1903年，英国默西賽德郡利物浦沃克美術館购买该作品，成为其维多利亚时代藏品的一部分。

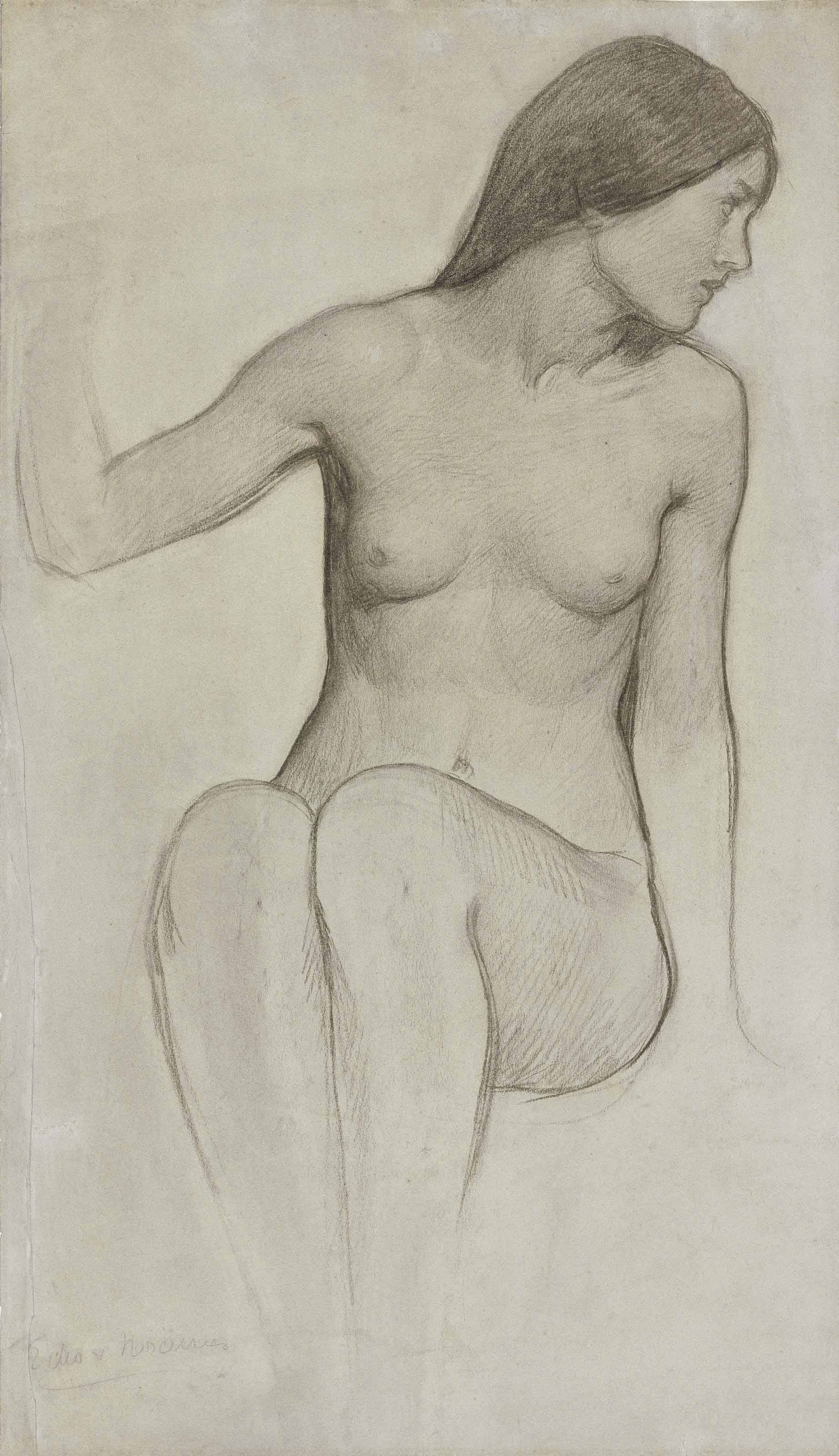
Study for Echo, c.1903
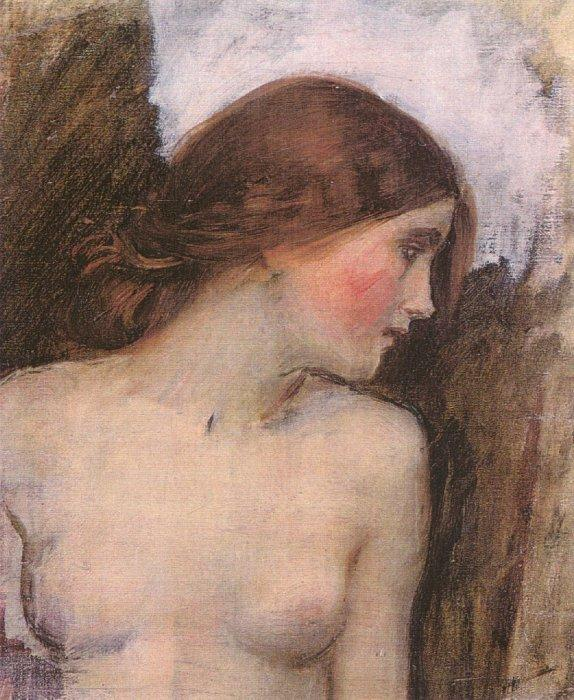
Study for Echo, c.1903